# Graal (album)
Graal – drugi studyjny album polskiego rapera i producenta muzycznego Tau wydany pod pseudonimem Medium. Materiał ukazał się 20 listopada 2012 roku nakładem wytwórni muzycznej Asfalt Records. Sesja nagraniowa miała miejsce w 2012 roku w Studio Łukasza Kowalskiego w Kielcach, a za miksowanie płyty odpowiedzialny był DJ Deszczu Strugi.
Album był promowany singlami „Hologram” z gościnnym udziałem amerykańskiego rapera Gift of Gaba, oraz „Skwer pod słońcem”, do którego został nakręcony teledysk z udziałem fanów rapera. Album zadebiutował na 18. miejscu listy OLiS. Za warstwę muzyczną, podobnie jak przy poprzednim albumie, w całości odpowiada sam raper, a gościnnie na płycie wystąpili O.S.T.R., Bisz oraz Te-Tris.
Na płycie raper porusza kwestie patriotyzmu, przywiązanie do wartości chrześcijańskich, oraz w dużej mierze swojej relacji z Bogiem. Medium krytykuje również zjawisko globalizacji, homoseksualizm oraz zbyt duży wpływ poprawności politycznej. Graal mimo przychylnych recenzji, spotkał się również z falą krytyki, głównie spowodowanej warstwą liryczną, którą wielu recenzentów uznało za zbyt radykalną.

## Tło oraz promocja
Po dobrym przyjęciu się Teorii równoległych wszechświatów raper zapowiedział, że pracuje nad nowym materiałem, który ukaże się pod koniec 2012 roku, zaznaczając przy tym, że płyta będzie zupełnie inna. W połowie 2012 roku raper w wywiadach zaczął zaznaczać swoje nawrócenie na wiarę chrześcijańską i powiedział, że płyta będzie poświęcona jego osobistej relacji z Bogiem, oraz jego wieloletnich obserwacji świata. Sam raper skomentował to tak:

Zaczęło się od  obserwacji nieba, przeszło w teoretyzowanie, zahaczyło o medytacje, a skończyło na żarliwej wierze. To pewien proces, który powinien przejść każdy człowiek, by odnaleźć się na planecie, a przez to zrozumieć, że aby pojąć Boga, trzeba się na Niego otworzyć. Na "Graalu" chcę zrównoważyć umysły słuchaczy. Patent jest taki, żebyś się nawrócił

Pierwszym wydanym singlem był utwór „Hologram” nagrany razem z amerykańskim raperem, członkiem grupy Blackalicious, Gift of Gabem. Drugim singlem, do którego został nakręcony teledysk z fanami rapera, był „Skwer pod słońcem”. W międzyczasie raper wystąpił w programie Poziom 2.0, gdzie wykonał utwór „Kim jesteś?”. Po ukazaniu się programu w internecie wytwórnia była zmuszona wydać utwór jako trzeci singel. Do tej pory zostały zrealizowane jeszcze teledyski do utworów „Nieme kino”, „Graal” oraz „Zza grobu”.
18 grudnia 2012 roku, ukazała się limitowana wersja 300 kopii singla „Hologram”, wydanego na przezroczystym dwunastocalowym winylu, na którym znalazła się normalna wersja utworu, oraz remiks stworzony w stylu drum and bass.

### Okładka

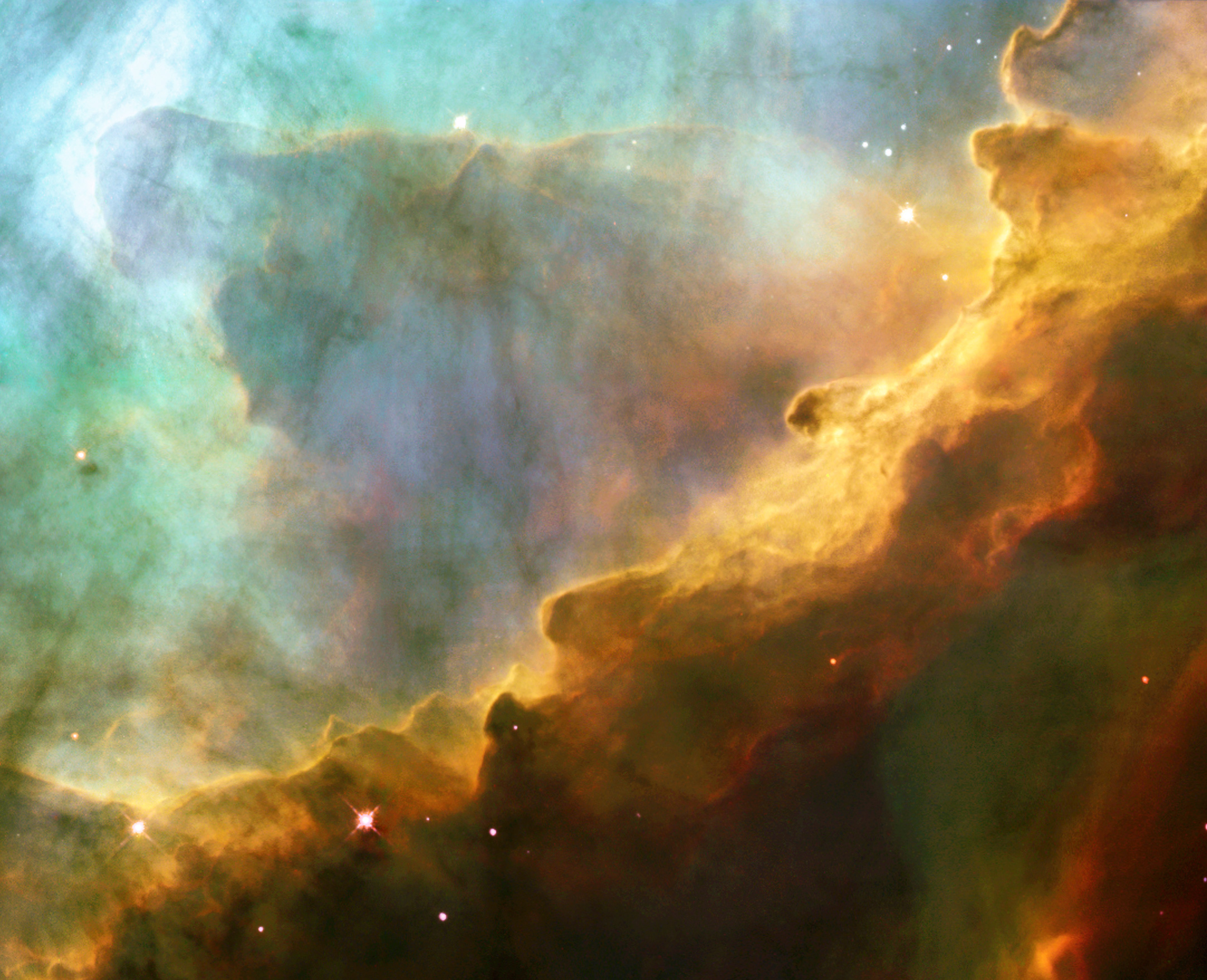
Mgławica Omega była inspiracją do stworzenia okładki Graala

Okładka albumu została stworzona przez artystę o pseudonimie SewerX, oraz zaprezentowana 7 października 2012 roku na oficjalnym kanale Asfalt Records. Projekt graficzny przedstawia mgławicę Omega, oraz biały trójkąt wpisany w środek mgławicy. Na całym obrazie mgławicy rozpostarta jest siatka. Sam raper zapytany w wywiadzie opisuje album:

[Na okładce] widzicie siatkę nieskończoności i na niej wpisany trójkąt, który rozpłata się pod wpływem światła. Światło symbolizuje to co odszukałem czyli wiarę. Wiara rozbija trójkąt, który symbolizuje teoretyzowanie, czyli to czego się pozbyłem na ostatniej płycie, a z tyłu widzimy dualizm czyli jasność / ciemność. Ta płyta taka będzie. [...] A resztę symboli możecie doszukiwać się sami.

Napis Graal na płycie stylizowany jest na Gr44l, gdzie dwie czwórki są odniesieniem do Dziadów Adama Mickiewicza, gdzie liczba 44 została użyta w scenie Widzenie księdza Piotra. W środku płyty można również dostrzec symbol krzyża, który symbolizuje nawrócenie rapera na wiarę chrześcijańską.
Projekt okładki został dobrze przyjęty przez fanów jak i przez krytyków muzycznych. Muzyczny portal Barock.pl umieścił okładkę na liście najlepszych okładek w 2012 roku.

## Odbiór
Album uzyskał mieszane recenzje od wielu krytyków muzycznych. Większość recenzentów chwaliła album za połączenie elektronicznego brzmienia z klasycznym samplingiem, jednak płyta została dosyć mocno skrytykowana za warstwę tekstową. Dziennikarz Marek Fall z serwisu Onet.pl napisał: „Graal jest jednym z najodważniejszych i najambitniejszych projektów artystycznych w historii polskiego hip-hopu. Wizja kieleckiego rapera, Medium łączy Ewangelię, dziedzictwo polskiego romantyzmu, psychorap i ultrakonserwatywną publicystykę. Rozmach produkcji budzi podziw, ale Graal to często zaledwie rewers płyty Jezus Maria Peszek. Gdzie fanatyzm megalomanią pogania”.
Z kolei Marcin Flint piszący dla T-Mobile Music porównał Mediuma do Fisza oraz Magika, jednak podobnie jak Marek Fall bardzo krytycznie odniósł się tekstów zawartych na Graalu.

## Lista utworów
CD #1 – Półkula księżyca
| #  | Tytuł                               | Sample / uwagi | Czas |
| -- | ----------------------------------- | --- | ---- |
| 1  | „Plac pod księżycem”                | - Scratche: DJ Funktion | 2:42 |
| 2  | „Graal”                             | - Van McCoy – „Earthquake” - Dialogi z bajki muzycznej Ali-Baba i Czterdziestu Rozbójników - Skull Snaps – „It's a New Day” - Ol’ Dirty Bastard – „Shimmy Shimmy Ya” - KRS-One / Buckshot – „Past * Present * Future” - Scratche: DJ Kebs | 4:21 |
| 3  | „Picasso”                           | - Édith Piaf – „Heureuse” | 4:03 |
| 4  | „Hologram” (gościnnie: Gift of Gab) | - Dialogi z bajki muzycznej Ali-Baba i Czterdziestu Rozbójników - Gravediggaz – „The Night the Earth Cried” - Kongi: Jarosław Kulik - Wokalizy: Miss Ashberry, Lila Kowalska - Scratche: DJ Kebs                                          | 5:48 |
| 5  | „Zza grobu”                         | - The Mohawks – „The Champ” - Melvin Bliss – „Synthetic Substitution” - Janusz Muniak Quintet – „Znak zapytania” - Paktofonika – „Powierzchnie tnące” - Chris Rock – „Rap Stand Up”                                                       | 5:14 |
| 6  | „Drogo-znaki”                       | - Grupa Skifflowa No To Co oraz Piotr Janczerski – „Świeci Się Warszawa” - Van McCoy – „Good Night, Baby” - Serge Gainsbourg / Brigitte Bardot – „Bonnie and Clyde”                                                                       | 5:16 |
| 7  | „Astral”                            | | 4:35 |
| 8  | „Nieśmiertelnik”                    | - Wokalizy: Iza Kowalewska | 4:23 |
| 9  | „Nakaz wielkości”                   | - Bobby Womack / Peace – „Across 110th Street” | 2:25 |
| 10 | „Rząd dusz”                         | - Jukka Kuoppamäki – „So Much, So Soon” - Lyn Collins – „Think (About It)” - Medium – „Kim jesteś?” | 3:24 |
| 11 | „Kim jesteś?”                       | - Lyn Collins – „Think (About It)” - Grażyna Łobaszewska / Ergo Band – „Gdybyś” - Édith Piaf – „Hymne a L'amour” | 3:38 |
| 12 | „Wielokropek”                       | - Stanisław Sojka – „Matko, która nas znasz” - Janusz Muniak Quintet – „Znak zapytania” - Medium – „Alternatywny zwiastun” | 6:45 |

CD #2 – Półkula słońca
| #  | Tytuł                                      | Sample / uwagi | Czas |
| -- | ------------------------------------------ | --- | ---- |
| 1  | „Eter”                                     | - Narracja: Justyna Dżbik | 3:44 |
| 2  | „Jazzba dźwięku”                           | - Ewa Bem – „Nie ma jak, nie ma gdzie” | 4:42 |
| 3  | „Łzałamaż”                                 | | 4:18 |
| 4  | „Matka planeta”                            | - SBB – „Ze słowem biegnę do ciebie” | 5:23 |
| 5  | „Meteorologika” (gościnnie: Bisz, Te-Tris) | - Czesław Niemen – „Epitafium (Pamięci Piotra)”                                                                                             | 5:30 |
| 6  | „I zapanuje radość”                        | - Medium – „Opętanie” | 3:44 |
| 7  | „Nie spać, zwiedzać”                       | - Dialogi z bajki muzycznej Dzieci taty Abecadła - Trąbka: Rafał „Rafcox” Gęborek                                                           | 3:46 |
| 8  | „Piorunochron”                             | | 3:27 |
| 9  | „Tekst Życia” (gościnnie: O.S.T.R.)        | - Dionne Warwick – „A Hard Day’s Night” - Instrumenty klawiszowe: Paweł Piotrowski                                                          | 5:27 |
| 10 | „Nieme kino”                               | - Instrumenty klawiszowe: Paweł Piotrowski                                                                                                  | 3:41 |
| 11 | „Wyrocznia”                                | - Medium – „Nieme kino” - Instrumenty klawiszowe: Paweł Piotrowski - Hang, didgeridoo, shruti box, flet indiański, dzwonki: Rolf Mönnighoff | 7:24 |
| 12 | „Skwer pod słońcem”                        | | 5:18 |

## Twórcy
| Muzycy - Medium – teksty, muzyka, rap, aranżacja - Gift of Gab – tekst, rap - Bisz – tekst, rap - Te-Tris – tekst, rap - O.S.T.R. – tekst, rap - DJ Funktion – scratche - DJ Kebs – scratche - Justyna Dżbik – narracja - Lila Kowalska – wokaliza - Miss Ashberry – wokaliza - Paweł Piotrowsk – pianino - Rolf „Hangklang” Mönnighoff – hang, didgeridoo, shruti box, flet indiański, dzwonki - Rafał „Rafcox” Gęborek – trąbka | Kwestie techniczne - DJ Deszczu Strugi – miksowanie - Tytuz – producent wykonawczy - SewerX – okładka Miejsca nagrywania - Wokale nagrano w Studio Łukasza Kowalskiego w Kielcach - Miks wykonano w Otrabarwa Studio w Warszawie - Mastering wykonano w Air Mastering w Londynie |